# Rimbachia paradoxa
Rimbachia paradoxa är en svampart som beskrevs av Pat. 1891. Rimbachia paradoxa ingår i släktet Rimbachia och familjen Tricholomataceae.   Inga underarter finns listade i Catalogue of Life.